# Xiao Duan Wen
L'impératrice Xiao Duan Wen (chinois : 孝端文皇后 ; née le 13 mai 1599 et morte le 17 mai 1649 [réf. souhaitée]) est une princesse mongole du clan des Bordjiguines de nom personnel Jerjer. Épouse de l'empereur Huang Taiji (皇太极) de la dynastie mandchoue des Qing, elle est enterrée avec son mari dans un grand mausolée à Shenyang.

## Biographie

### Enfance et ancêtres
Jerjer est l'enfant de Manggus (ou Manggusi, 莽古思 ), un prince de premier rang (親王) de l'ouest de la Mandchourie et de Gunbu (袞布). 
Jerjer avait un grand frère, le prince Zhaisang (寨桑) , un petit frère ainsi que deux petites sœurs. 

### Mariage
Elle devient l'une des concubines de Huang Taiji (1592-1643), le second empereur de ce qui sera appelé ultérieurement la dynastie Qing. Celui-ci règnera de 1626 à 1643.
Elle obtient le titre d'impératrice en 1636, dans un contexte où l'empereur donne de nombreux titres chinois pour son gouvernement.
L'empereur Shunzhi (1638-1661), succède à son père Huang Taiji en 1643. L'impératrice Xiao Duan a alors le titre de « Mère impératrice, Impératrice douairière ». En 1644, elle déménage à Pékin.

### Mort
L'impératrice Xiao Duan meurt à Pékin en 1649. Après sa mort, elle est honorée en tant qu'impératrice Xiao Duan Wen.

### Mausolée

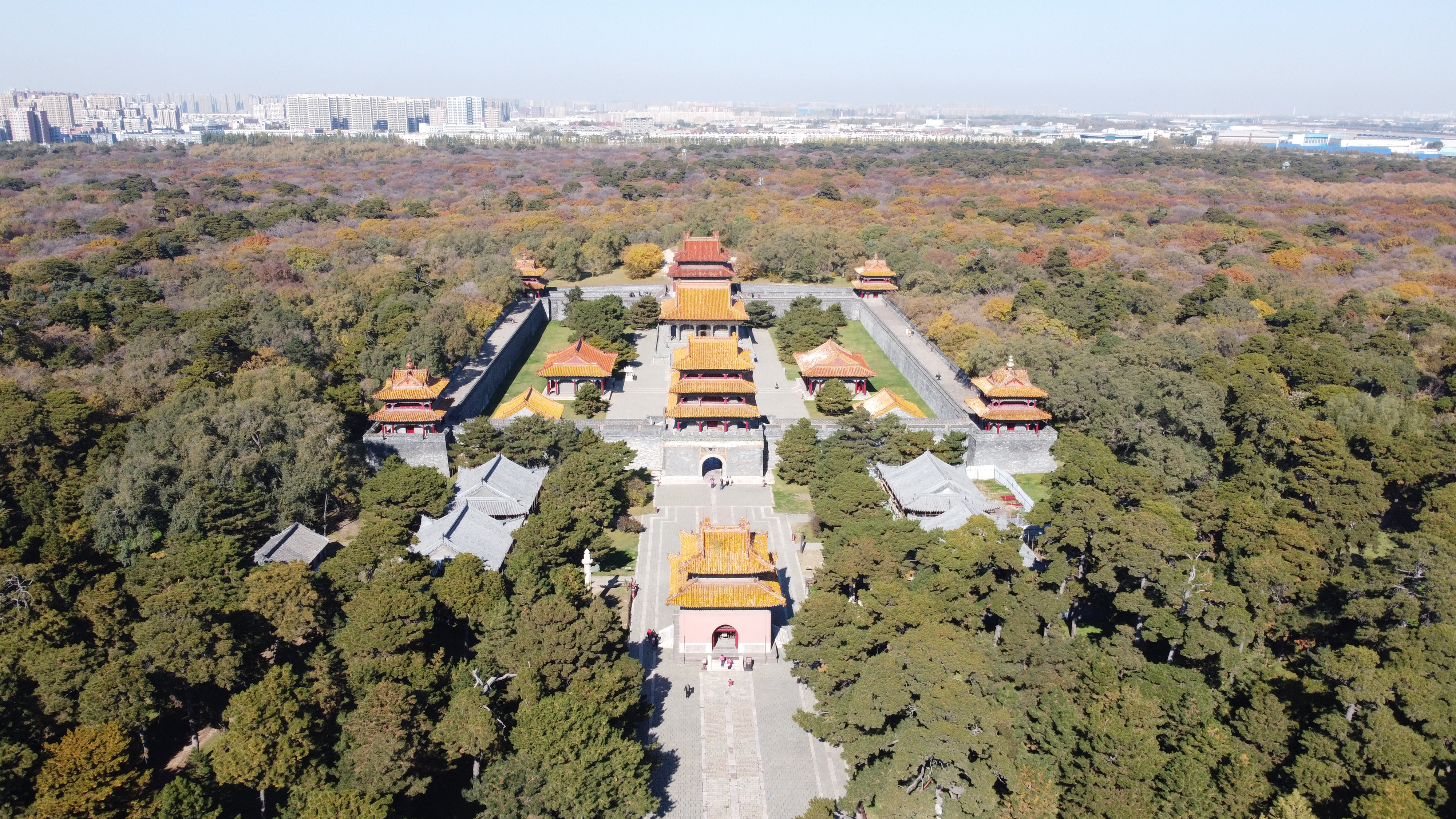
Vue aérienne du mausolée Zhao (Zhaoling) de la dynastie Qing, en Chine.

Elle partage avec son époux le mausolée Zhaoling (la tombe lumineuse ; ou Beiling, la tombe du nord).

## Descendance
Jerjer donne naissance à trois princesses Qing (l'empereur Huang Taiji aura, quant à lui, en tout 14 filles) :
- la princess Wenzhuang, née en 1625, seconde fille de Huang Taiji[1] ;
- la princesse Jingduan, née en 1628[1], troisième fille de Huang Taiji ;
- la princesse Yong'an, née en 1634[1], huitième fille de Huang Taiji.

## Parenté
Plusieurs descendantes du frère ainé de Jerjer, le prince Zhaisang (寨桑), épouseront des empereurs mandchous. Jerjer est ainsi :
- la tante de Harjol (en) (1609–1641), concubine de l'empereur Huang Taiji ;
- la tante d'Alatan Qiqige (1613–1688), l'impératrice Xiaozhuangwen (en), sœur cadette de la précédente et épouse du même empereur Huang Taiji ;
- la grand-tante d'Erdeni Bumba (en), concubine de l'empereur Shunzhi ;
- l'arrière-grand-tante d'Alatan Qiqige (1641–1718), l'impératrice Xiaohuizhang (en), épouse de l'empereur Shunzhi.